# Leichtathletik-Weltmeisterschaften 2019/Teilnehmer (Rumänien)
| Gelbes Symbol für Goldmedaillen mit stilisierten Olympischen Ringen | Graues Symbol für Silbermedaillen mit stilisierten Olympischen Ringen | Braundes Symbol für Bronzemedaillen mit stilisierten Olympischen Ringen |
| ------------------------------------------------------------------- | --------------------------------------------------------------------- | ----------------------------------------------------------------------- |
| —                                                                   | —                                                                     | —                                                                       |

Der Leichtathletikverband von Rumänien will an den Leichtathletik-Weltmeisterschaften 2019 in Doha teilnehmen. Zehn Athletinnen und Athleten wurden vom rumänischen Verband nominiert.

## Ergebnisse

### Frauen

#### Laufdisziplinen
| Athletin        | Disziplin | Vorlauf     | Vorlauf | Halbfinale  | Halbfinale | Finale | Finale |
| Athletin        | Disziplin | Zeit        | Platz   | Zeit        | Platz      | Zeit   | Platz  |
| --------------- | --------- | ----------- | ------- | ----------- | ---------- | ------ | ------ |
| Claudia Bobocea | 1500 m    | 4:07,76 min | 15      | 4:18,25 min | 24         | DNQ    | DNQ    |

#### Sprung/Wurf
| Athletin         | Disziplin  | Qualifikation | Qualifikation | Finale     | Finale |
| Athletin         | Disziplin  | Weite/Höhe    | Platz         | Weite/Höhe | Platz  |
| ---------------- | ---------- | ------------- | ------------- | ---------- | ------ |
| Daniela Stanciu  | Hochsprung | 1,85 m        | 24            | DNQ        | DNQ    |
| Florentina Iușco | Weitsprung | 6,22 m        | 29            | DNQ        | DNQ    |
| Alina Rotaru     | Weitsprung | 6,72 m        | 05            | 6,71 m     | 06     |
| Elena Panțuroiu  | Dreisprung | 14,12 m       | 12            | 14,07 m    | 11     |
| Bianca Ghelber   | Hammerwurf | 68,65 m       | 18            | DNQ        | DNQ    |

### Männer

#### Laufdisziplinen
| Athlet         | Disziplin   | Vorlauf | Vorlauf | Halbfinale | Halbfinale | Finale    | Finale |
| Athlet         | Disziplin   | Zeit    | Platz   | Zeit       | Platz      | Zeit      | Platz  |
| -------------- | ----------- | ------- | ------- | ---------- | ---------- | --------- | ------ |
| Narcis Mihăilă | 50 km Gehen |         |         |            |            | 4:13:56 h | 10     |

#### Sprung/Wurf
| Athlet                   | Disziplin   | Qualifikation | Qualifikation | Finale     | Finale |
| Athlet                   | Disziplin   | Weite/Höhe    | Platz         | Weite/Höhe | Platz  |
| ------------------------ | ----------- | ------------- | ------------- | ---------- | ------ |
| Andrei Gag               | Kugelstoßen | 20,50 m       | 17            | DNQ        | DNQ    |
| Alin Alexandru Firfirică | Diskuswurf  | 65,05 m       | 04            | 66,46 m    | 4      |
| Alexandru Novac          | Speerwurf   | 82,12 m       | 13            | DNQ        | DNQ    |